# Eidsvik
Eidsvik är en tätort i Kvinnherads kommun i Vestland fylke i västra Norge. Orten ligger vid fylkesväg 500 på ön Halsnøya. Den utgjorde tidigare centralort i dåvarande Eids kommun i Hordaland fylke.